# Serie B Profesional de Chile 1935
La Serie B Profesional de Chile 1935 o Campeonato de la Primera División de la Serie B de la Sección Profesional de la Asociación de Football de Santiago 1935 fue la 1.° edición de la segunda categoría del fútbol profesional de Chile, correspondiente a la temporada 1935. Se jugó desde el 1 de noviembre hasta el 29 de diciembre de 1935.
Su organización estuvo a cargo de la Sección Profesional de la Asociación de Football de Santiago (AFS) y contó con la participación de siete equipos. La competición se disputó bajo el sistema de todos contra todos, en una sola rueda.
El campeón fue Santiago National, que se adjudicó en forma invicta su primer título de la Serie B Profesional de Chile.

## Antecedentes
A comienzos de 1934, por disposición de la Federación de Football de Chile, la Liga Profesional de Football fue reintegrada a la Asociación de Football de Santiago (AFS) como sección profesional de esta. Entre otras medidas, para permitir la fusión, la AFS exigió la incorporación de cuatro clubes amateurs al campeonato nacional de Primera División 1934, sin embargo, dada la diferencia económica y deportiva con los clubes «tradicionales», se determinó que los equipos que se ubicasen entre la séptima y la undécima ubicación quedarían excluidos de la categoría para formar la Serie B Profesional de Chile, mientras que el último posicionado disputaría un encuentro de definición contra el campeón de la División de Honor de la Sección Amateur de la AFS 1934, Universidad de Chile, por la permanencia en la nueva serie.
No obstante, ante el reclamo de puntos presentado por Morning Star, que finalizó en la última ubicación del torneo de Primera División de 1934, contra Green Cross y que en caso de ser acogido dejaba a este como colista del campeonato, la Federación de Football de Chile, en el mes de julio de 1935 y para evitar mayores perjuicios a las partes, dictaminó la integración de Morning Star y de Universidad de Chile en la Serie B Profesional. Además, anuló el torneo que se estaba disputando y determinó su reinicio con la participación de ambas instituciones, hasta ese momento excluidas debido a la reclamación de Morning Star. Este fallo fue apelado sin éxito por la Asociación de Football de Santiago, que no deseaba aumentar el número de equipos participantes, retrasando la incorporación de ambos equipos hasta octubre.

## Equipos participantes
La serie fue constituida por los seis equipos eliminados del Campeonato de la Primera División de Honor de la Sección Profesional de la Asociación de Football de Santiago 1934, además del campeón de la División de Honor de la Sección Amateur de la Asociación de Football de Santiago 1934.

### Información de los clubes
| Equipos              | Entrenador         | Ciudad            |
| -------------------- | ------------------ | ----------------- |
| Alianza              | -                  | Santiago de Chile |
| Carlos Walker        | -                  | Santiago de Chile |
| Ferroviarios         | -                  | Santiago de Chile |
| Green Cross          | -                  | Santiago de Chile |
| Morning Star         | -                  | Santiago de Chile |
| Santiago National    | -                  | Santiago de Chile |
| Universidad de Chile | Santiago Rebolledo | Santiago de Chile |

## Aspectos generales

### Modalidad
La serie se jugó durante seis fechas, en una sola rueda y bajo el sistema de todos contra todos, resultando campeón aquel equipo que, al término del campeonato, acumulase mayor cantidad de puntos en la tabla de posiciones. Por otra parte, el equipo con menor cantidad de puntos descendía a la Sección Amateur de la Asociación de Football de Santiago. Si dos equipos igualaban con el peor puntaje, disputaban entre ellos un partido para definir el último lugar de la tabla y el correspondiente descenso.

## Desarrollo
Al cabo de la disputa de las seis fechas del torneo, Santiago National se adjudicó el título de manera invicta con un 83,33% de rendimiento. En tanto, Ferroviarios y Alianza disputaron un partido para definir el último lugar de la tabla y el descenso a la Sección Amateur de la AFS. Este se jugó el 26 de enero de 1936 y ganó Ferroviarios, desconociéndose el marcador. Sin embargo, al posicionarse en el penúltimo lugar de la tabla, Ferroviarios debió jugar un partido por la permanencia con el campeón de la División de Honor de la Sección Amateur de la AFS 1935, Gimnástico Arturo Prat. El partido se jugó el 9 de febrero de 1936, con triunfo de «Ferro» por 3-2, que aseguró su continuidad en la Serie B.

## Tabla final
Solo se dispone de los puntajes publicados en El Diario Ilustrado.
| Pos | Equipo               | PJ | Pts |
| --- | -------------------- | -- | --- |
| 1   | Santiago National    | 6  | 10  |
| 2   | Carlos Walker        | 6  | 9   |
| 3   | Universidad de Chile | 6  | 7   |
| 4   | Green Cross          | 6  | 6   |
| 5   | Morning Star         | 6  | 6   |
| 6   | Ferroviarios         | 6  | 2   |
| 7   | Alianza              | 6  | 2   |

Pos = Posición; PJ = Partidos jugados; Pts = Puntos
|  | Campeón                   |
|  | Desempate por el descenso |

## Campeón
| Chile                        |
| Santiago National 1.º título |

## Segunda División de la Serie B de la Sección Profesional de la Asociación de Football de Santiago 1935
El Campeonato de la Segunda División de la Serie B de la Sección Profesional de la Asociación de Football de Santiago 1935 fue la 1.° edición de la segunda división de la segunda categoría del fútbol profesional de Chile, correspondiente a la temporada 1935.
Su organización estuvo a cargo de la Sección Profesional de la Asociación de Football de Santiago (AFS).
El campeón fue Universidad de Chile, que, con nueve puntos en la tabla de posiciones, se adjudicó su primer título de la Segunda División de la Serie B de la Sección Profesional de la Asociación de Football de Santiago.

### Campeón
| Chile                           |
| Universidad de Chile 1.º título |

## Tercera División de la Serie B de la Sección Profesional de la Asociación de Football de Santiago 1935
El Campeonato de la Tercera División de la Serie B de la Sección Profesional de la Asociación de Football de Santiago 1935 fue la 1.° edición de la tercera división de la segunda categoría del fútbol profesional de Chile, correspondiente a la temporada 1935.
Su organización estuvo a cargo de la Sección Profesional de la Asociación de Football de Santiago (AFS).
Los campeones fueron Ferroviarios y Universidad de Chile, que, al haber empatado primeros en la tabla de posiciones con 10 puntos, se adjudicaron conjuntamente su primer título de la Tercera División de la Serie B de la Sección Profesional de la Asociación de Football de Santiago.

### Campeón
| Chile                                          |
| Ferroviarios y Universidad de Chile 1.º título |